# رونالد لودینگتون
رونالد لودینگتون (انگلیسی: Ronald Ludington; ۴ سپتامبر ۱۹۳۴ – ۱۴ مهٔ ۲۰۲۰) اسکیت‌باز نمایشی، و رقصنده روی یخ اهل ایالات متحده آمریکا بود.